# Estrela (classificação)

Um formato típico para uma classificação por estrelas, mostrando três de cinco estrelas

A estrela é usada para níveis de classificação. Quanto mais estrelas, melhor. As classificações mais comuns limitam-se em 5 estrelas e um pouco menos comum 3 ou 4.

## História
Símbolos repetidos usados para a classificação datam de 1820, quando foi lançado o livro-guia de Mariana Starke; esta  usou pontos de exclamação para indicar obras de arte de valor especial:
.. Eu me esforcei... para fornecer os viajantes com listas corretas dos objetos melhor vale a pena notar...; ao mesmo tempo marcando, com um ou mais pontos de exclamação (de acordo com seu mérito), aqueles trabalhos que são considerados peculiarmente excelentes.

## Classificação
A estrela, no contexto de "algo especial", é usada para nível de classificação. Quanto mais estrelas, melhor. As classificações mais comuns limitam-se em 5 estrelas e um pouco menos comum 3 ou 4.
O número de "estrelas" em um hotel, por exemplo, significa referência à sua qualidade e conforto. É comum se falar em "uma estrela" para um hotel bem simples, "duas estrelas" para um hotel com um mínimo de conforto, "três estrelas" para um hotel mediano, "quatro estrelas" para um semi-luxo e "cinco estrelas" para um de luxo. Alguns hotéis se classificam como "seis estrelas".
É comum também o uso de estrelas em guias ou periódicos como jornais e revistas para a classificação de restaurantes, peças de teatro, filmes, bares, estradas, cidades etc.
No militarismo, e. g., a hierarquia é simbolizada através da composição de estrelas e outras formas.

## Ver Também
- Sistema de classificação hoteleira